# María Antonia Socías
María Antonia Socías (Santa Fe, 21 ottobre 1961) è un'ex cestista argentina.

## Carriera
Con l'Argentina ha disputato i Campionati americani del 1989.